# النا براسلاوسکی
النا براسلاوسکی (انگلیسی: Elena Braslavsky) مربی موسیقی، و نوازنده پیانو اهل ایالات متحده آمریکا است.
وی همچنین برندهٔ جوایزی همچون برنامه فولبرایت شده‌است.